# アコースティック・ベース

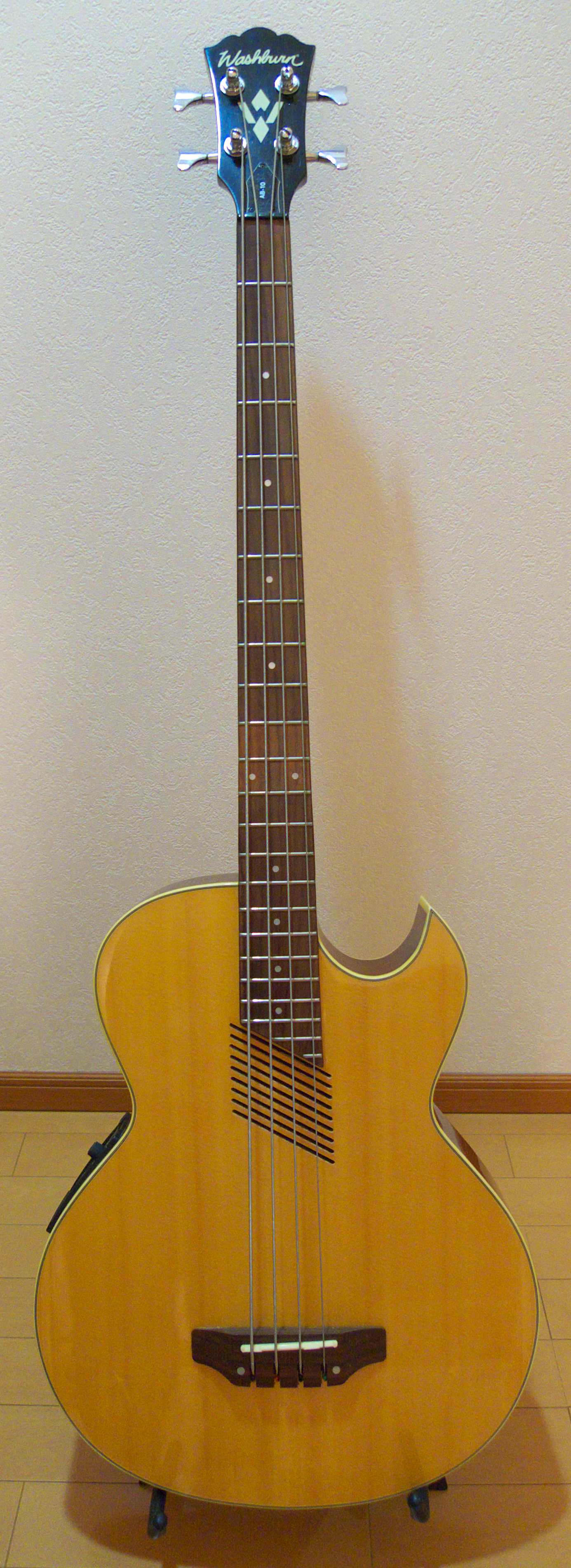
アコースティック・ベース・ギター（ワッシュバーン）

アコースティック・ベースとは、弦楽器のひとつで、電気的音量増幅を必要としない（アンプラグド）ベースの総称。エレクトリックベースが登場したことによるレトロニムである。

## アップライト型の楽器
床に立てて弾く。ダブルベース (double bass)、和製英語のウッドベースなど呼称は多様。

## アコースティック・ベース・ギター
アコースティック・ベース・ギター (acoustic bass guitar) はコントラバスやエレクトリックベースと同じ低音域を受け持つ4～6弦の弦楽器。座って抱えて弾くか、ストラップを使って肩から下げて弾く。基本的な仕組みはエレクトリックアコースティックギターと同様で、エレクトリックベースの奏法を活かすことができる。
日本ではベースギターのことを単に「ベース」と呼ぶ習慣があるので、「アコースティック・ベース」と言う場合は通常この楽器を指すことが多い。通称はアコベ。ただし英語ではacoustic bassといえばコントラバスを指すものであり、日本でもそのとおりの意味で使う人もいるので、時折混乱を招くことがあるため注意を要する。
1990年代にアメリカのケーブルネットワークMTVで放送されていた番組『アンプラグド』（「電源を切った」という意味）では、出演アーティストのネイザン・イーストがアコースティック・ベース・ギターをよく使った。
ほとんどのアコースティック・ベース・ギターはアコースティックギターのボディーの流用または小規模な改造によって製作されているため、ベース音域をすべてカバーするにはボディーの容積が不足する。仮に十分な容積をもったボディーを設計するならば、ギタロンのように後ろに大きく膨らんだ形状にするか、コントラバスに近い大きさにしなければならない。このため、発生音は小さく、アコースティックギターとのアンサンブルでも十分に聞こえないことがある。このため、この楽器はほとんどがピックアップの使用を前提として作られている。

## 愛用者
- 櫻井哲夫
- 矢萩渉  (安全地帯)
- ジャコ・パストリアス
- スティーブ・フォックス (ゴダイゴ)
- ネイザン・イースト
- ボブ・ボーグル(ベンチャーズ)
- 重廣誠(ソリスト)